# Gloriana (opera)
A Gloriana Benjamin Britten egyik háromfelvonásos operája. Szövegkönyvét William Plomer írta Lytton Strachey Elizabeth and Essex című műve alapján. Ősbemutatójára 1953. június 8-án került sor a londoni Covent Gardenben, II. Erzsébet brit királynő koronázási ünnepsége keretén belül.

## Szereplők
| Szereplő                           | Hangfekvés   | A premierelőadás szereposztása (Karmester: John Pritchard) |
| ---------------------------------- | ------------ | ---------------------------------------------------------- |
| I. Erzsébet                        | szoprán      | Joan Cross                                                 |
| Robert Devereux, Essex grófja      | tenor        | Peter Pears                                                |
| Frances Walsingham, Essex grófnője | mezzoszoprán | Monica Sinclair                                            |
| Charles Blount, Lord Mountjoy      | bariton      | Geraint Evans                                              |
| Penelope (Lady Rich), Essex húga   | szoprán      | Jennifer Vyvyan                                            |
| Sir Robert Cecil                   | bariton      | Arnold Matters                                             |
| Sir Walter Raleigh                 | basszus      | Frederick Dalberg                                          |
| Henry Cuffe                        | bariton      | Ronald Lewis                                               |
| Udvarhölgy                         | szoprán      | Adele Leigh                                                |
| Vak énekes                         | basszus      | Inia Te Wiata                                              |
| Egy háziasszony                    | mezzoszoprán | Edith Coates                                               |
| A maszk szelleme                   | tenor        | William McAlpine                                           |
| Ceremóniamester                    | tenor        | David Tree                                                 |
| Városi tiszt                       | bariton      | Rhydderch Davies                                           |
| Idő                                | táncos       | Desmond Doyle                                              |
| Concordia                          | táncos       | Svetlana Beriosova                                         |
| Kórus, táncosok.                   |              |                                                            |

## Cselekménye
- Helyszín: Anglia
- Idő: a 16. század

## Diszkográfia
Dame Josephine Barstow (I. Erzsébet királynő), Philip Langridge (Robert Devereux), Della Jones (Frances), Jonathan Summers (Charles Blount), Yvonne Kenny (Penelope), Alan Opie (Sir Robert Cecil) stb.; Walesi Nemzeti Opera Ének- és Zenekara, Monmouthi Iskola Énekkara, vez. Sir Charles Mackerras (1992) Decca 478 5269